# Repülőgép-hordozó

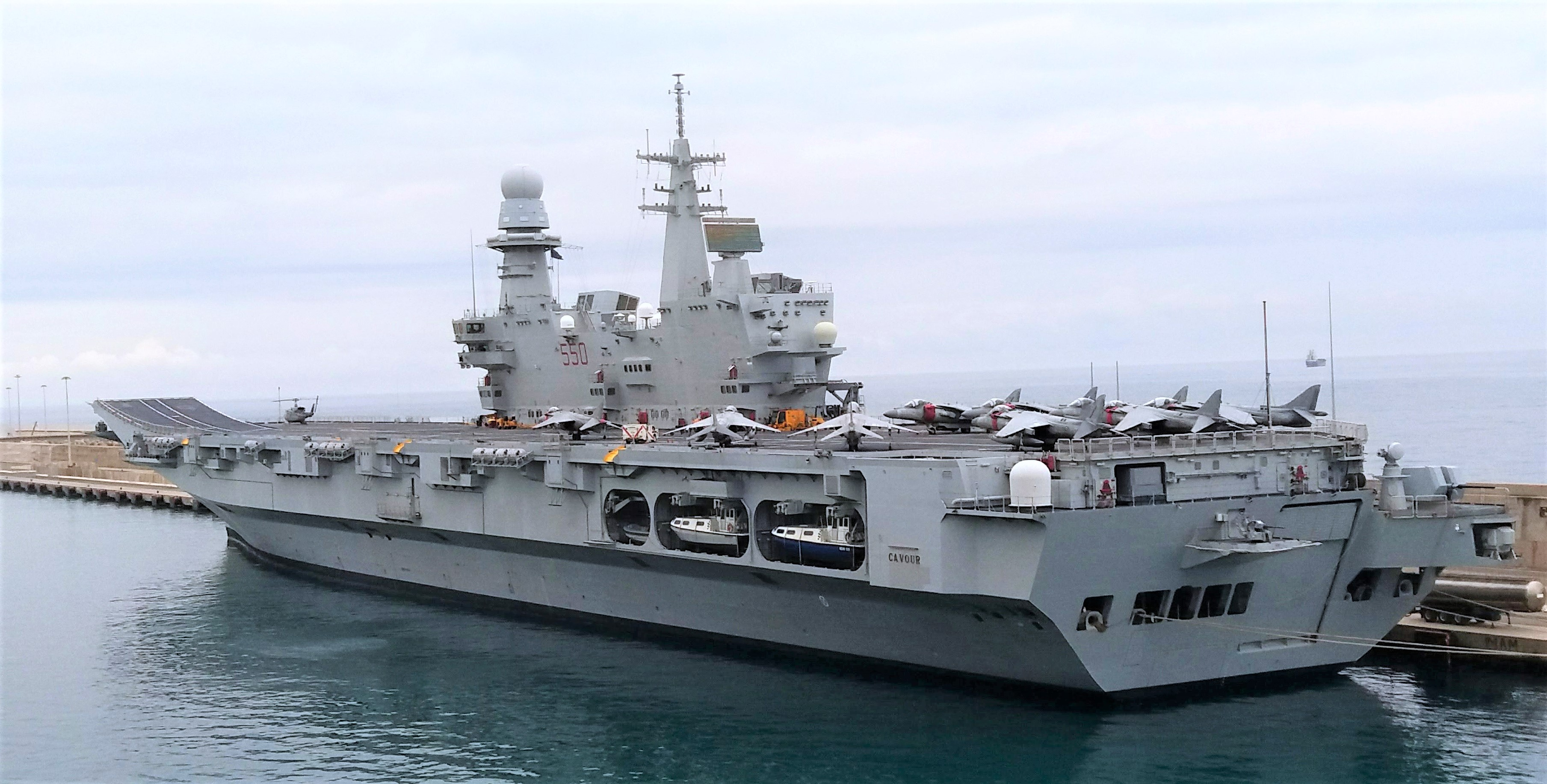
A Cavour olasz repülőgép-hordozó.

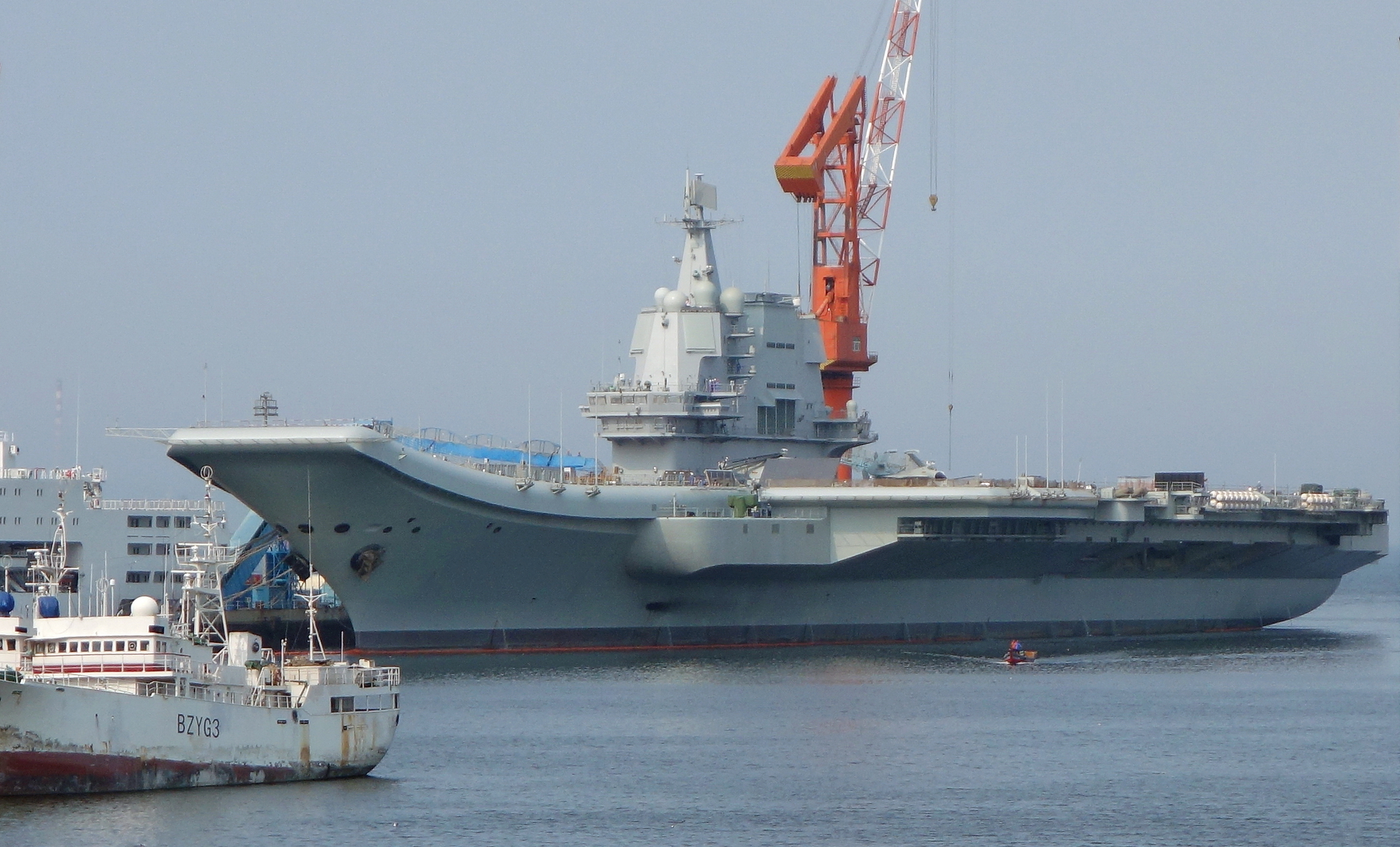
A Shandong kínai repülőgép-hordozó.

A repülőgép-hordozó felszálló fedélzettel ellátott, repülőgépeket hordozó hajótípus. Különböző időkben különböző osztályokat alkottak pl. Yorktown osztály. A második világháború végéig nehéz, könnyű és kísérő repülőgéphordozók épültek. A második világháború után csapásmérő, kísérő, tengeralattjáró-vadász és támogató osztályokat alkottak.
A repülőgép-hordozót tévesen, gyakran repülőgép-anyahajónak is nevezik, különösen a második világháború óta, amikorra az eredetileg hidroplánokat kiszolgáló repülőgép-anyahajók elavultak.

## Története
Az első világháborút követő években a repülőgép-anyahajóból továbbfejlesztett olyan hadihajó, melynek megfelelő hosszúságú (150–270 m) sima fedélzetéről – mintegy repülőtérről – a kerekes futóművű repülőgépek fel és le tudnak szállni. Az első igazi repülőgép-hordozó az óceánjáróból átalakított brit HMS Argus volt, az első eredetileg is hordozónak tervezett egység pedig a szintén brit HMS Hermes.
A második világháború folyamán a repülőgép-hordozók a csatahajók helyére léptek, mint főhadihajó, ugyanis a repülőgépei több száz kilométeres körzetében bármilyen ellenséges hadihajót, még a csatahajót is el tudják süllyeszteni. A háború folyamán kialakult tengeri csaták többnyire légi-tengeri csatává alakultak át, és a hordozókról felszálló bombázó-, zuhanóbombázó és torpedóvető repülőgépek döntötték el. Japán hozta létre a világ első hordozó-harccsoportját (angolul: carrier battle group) Kido Butai – angolul Fast Carrier Striking Force –, azaz Mozgékony Egység volt az Első Légiflotta (Dai-ichi KōKū Kantai) öt osztályból (Koku Sentai) álló erősebbik fele, a Rengo Kantai (Egyesített Hajóhad / Combined Fleet) krémje. A japán hordozók gyengesége könnyű építésükben és fa fedélzetükben, valamint a kárelhárítás alacsony színvonalában állt, így rendkívül sérülékenyek voltak.
Az 1950-es években megjelentek a szuper repülőgép-hordozók, amelyek folyamatosan növekedő méreteikkel (333 m-es hossz, 93 000 tonnás legnagyobb vízkiszorítás), a 20. századra nagyobb pusztító erőt képviselnek, mint egy kisebb állam teljes légiereje. Az 1980-as években meghajtásukban a nukleáris reaktorokat kezdték el alkalmazni, ezzel gyakorlatilag korlátlanná vált a hatótávolságuk. Több változata alakult ki.

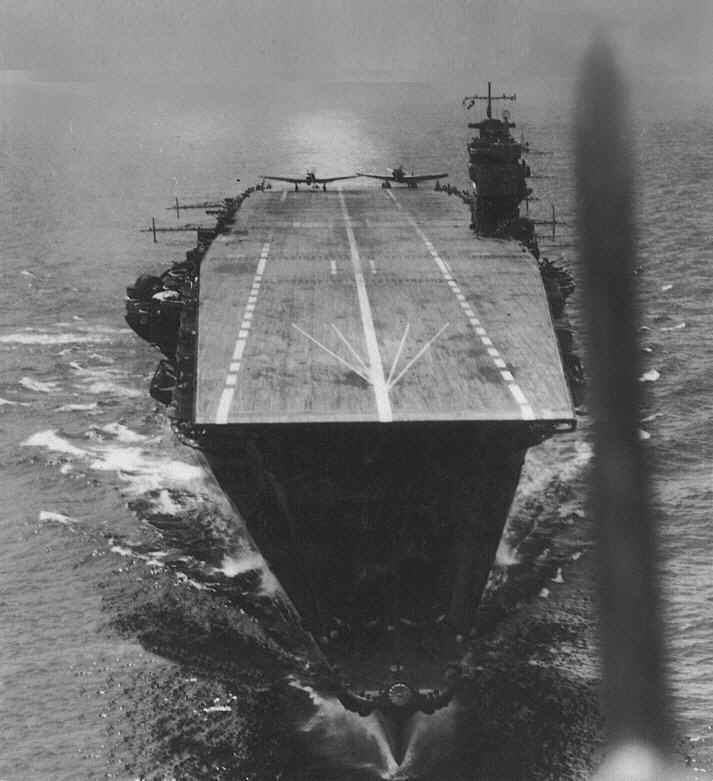
Az Akagi japán repülőgép-hordozó 1942-ben, eredetileg csatacirkálónak épült. A hatalmas hajó fa fedélzete és könnyű szerkezetű felépítményei miatt extrém sérülékenynek bizonyult.
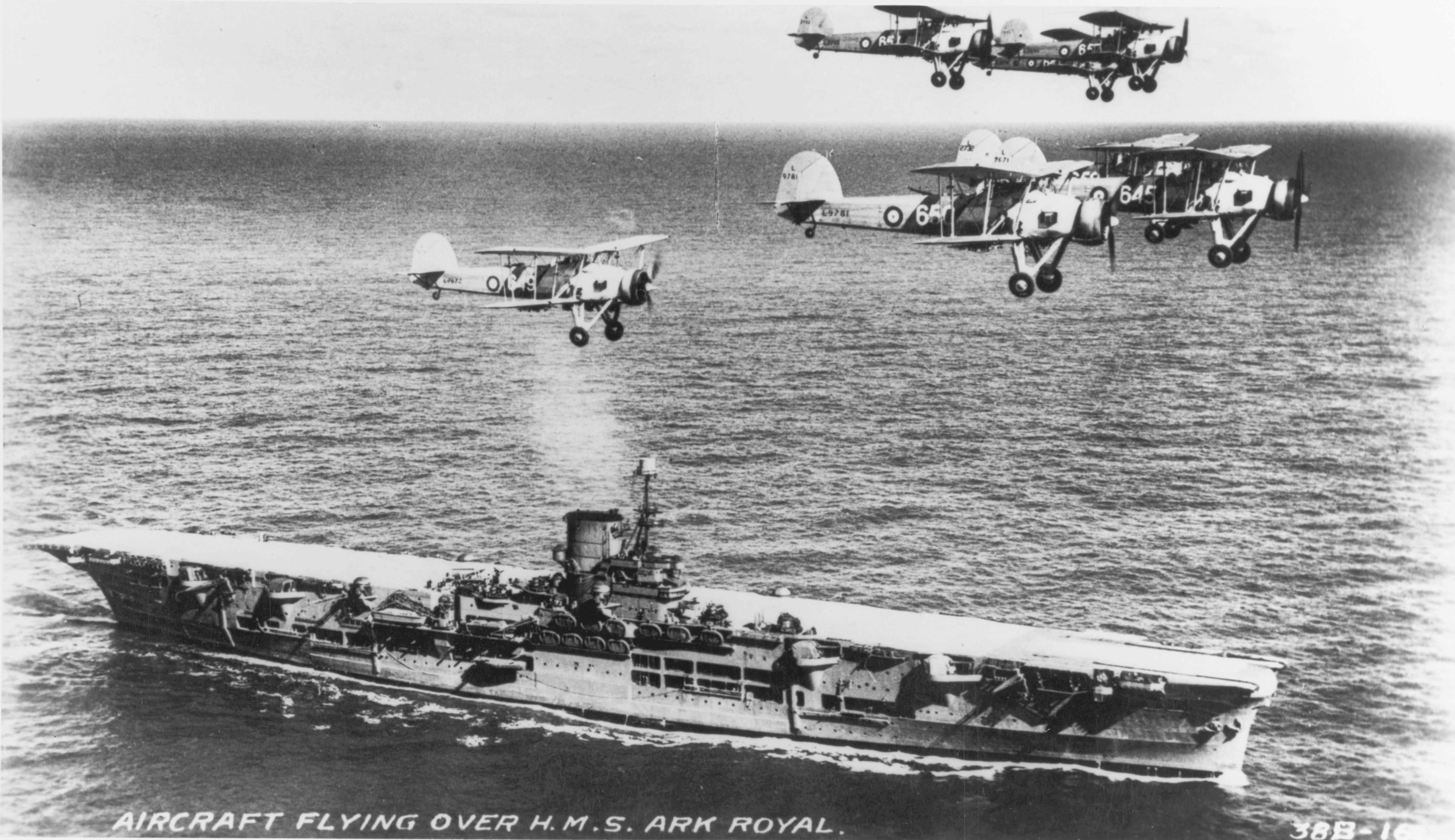
A legendás HMS Ark Royal brit repülőgép-hordozó és Fairey Swordfish torpedóbombázói 1939-ben.
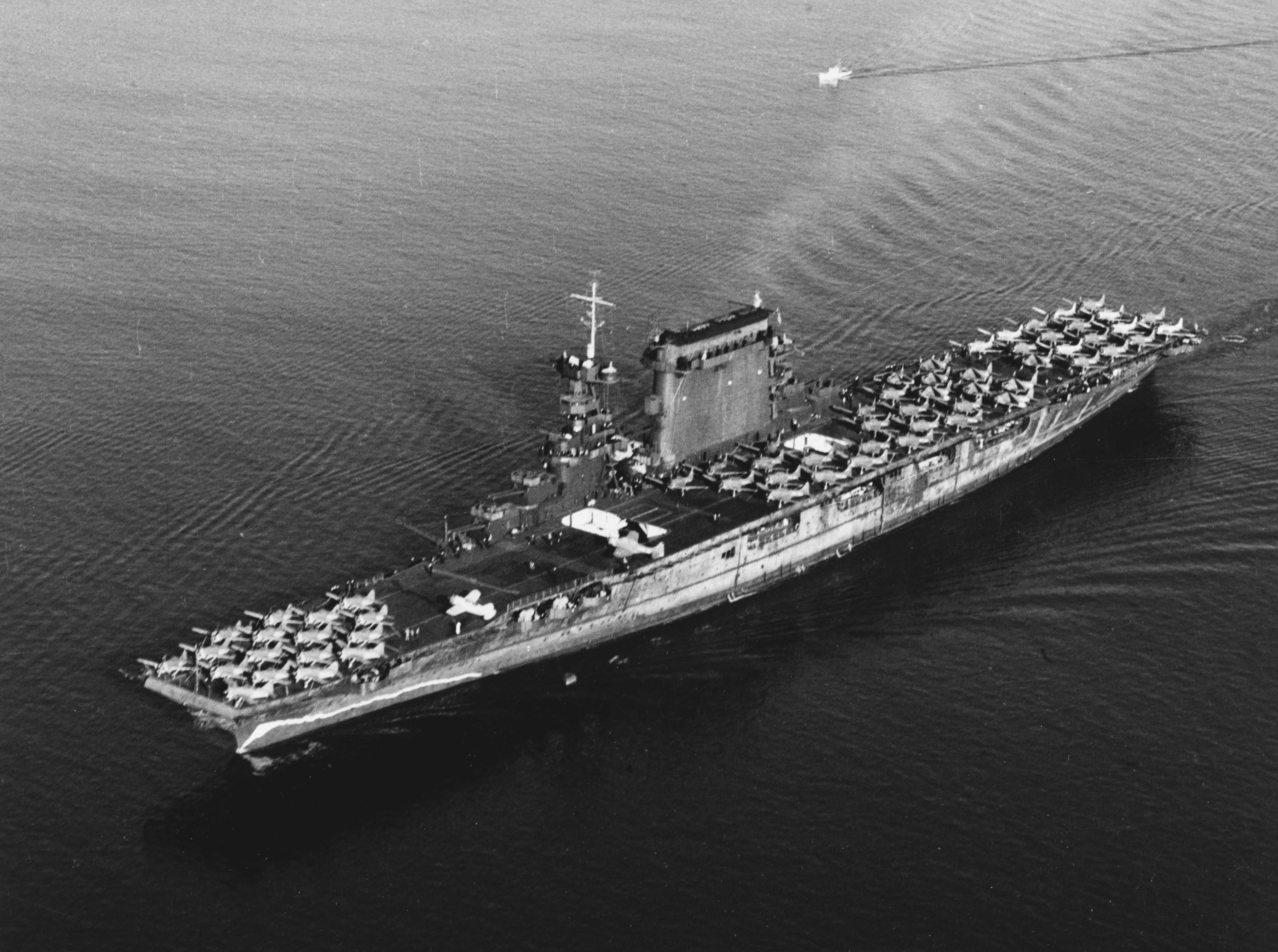
Az amerikai Lexington-osztály egységei, a képen látható USS Lexington (CV-2) és a USS Saratoga (CV-3) voltak a II. világháborúban ténylegesen harcba vetett legnagyobb méretű repülőgép-hordozók. Eredetileg csatacirkálóknak épültek.
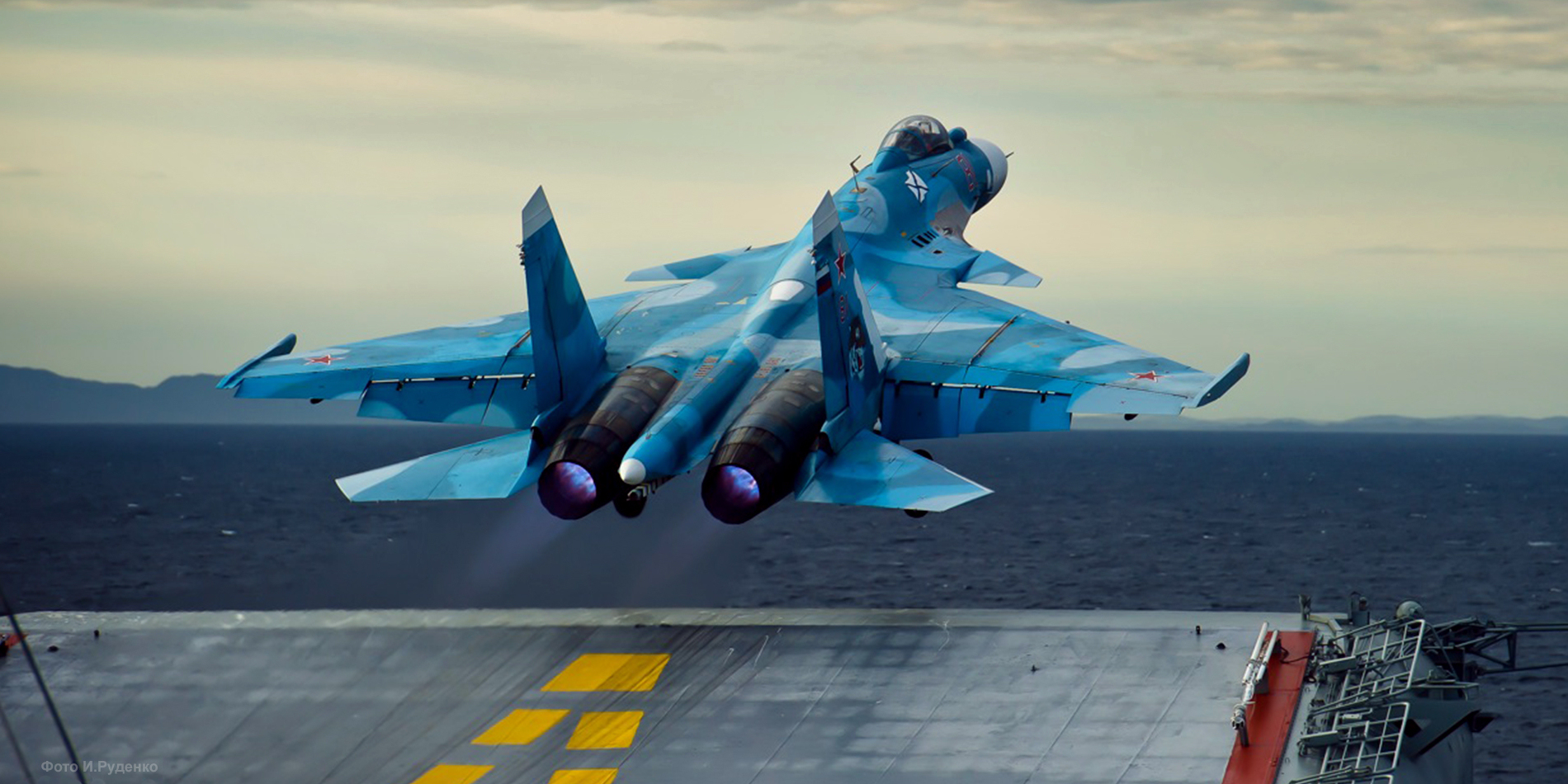
Az Egyesült Államok és Franciaország az egyetlen olyan ország, ahol gőzkatapult repülőgép-hordozók vannak.
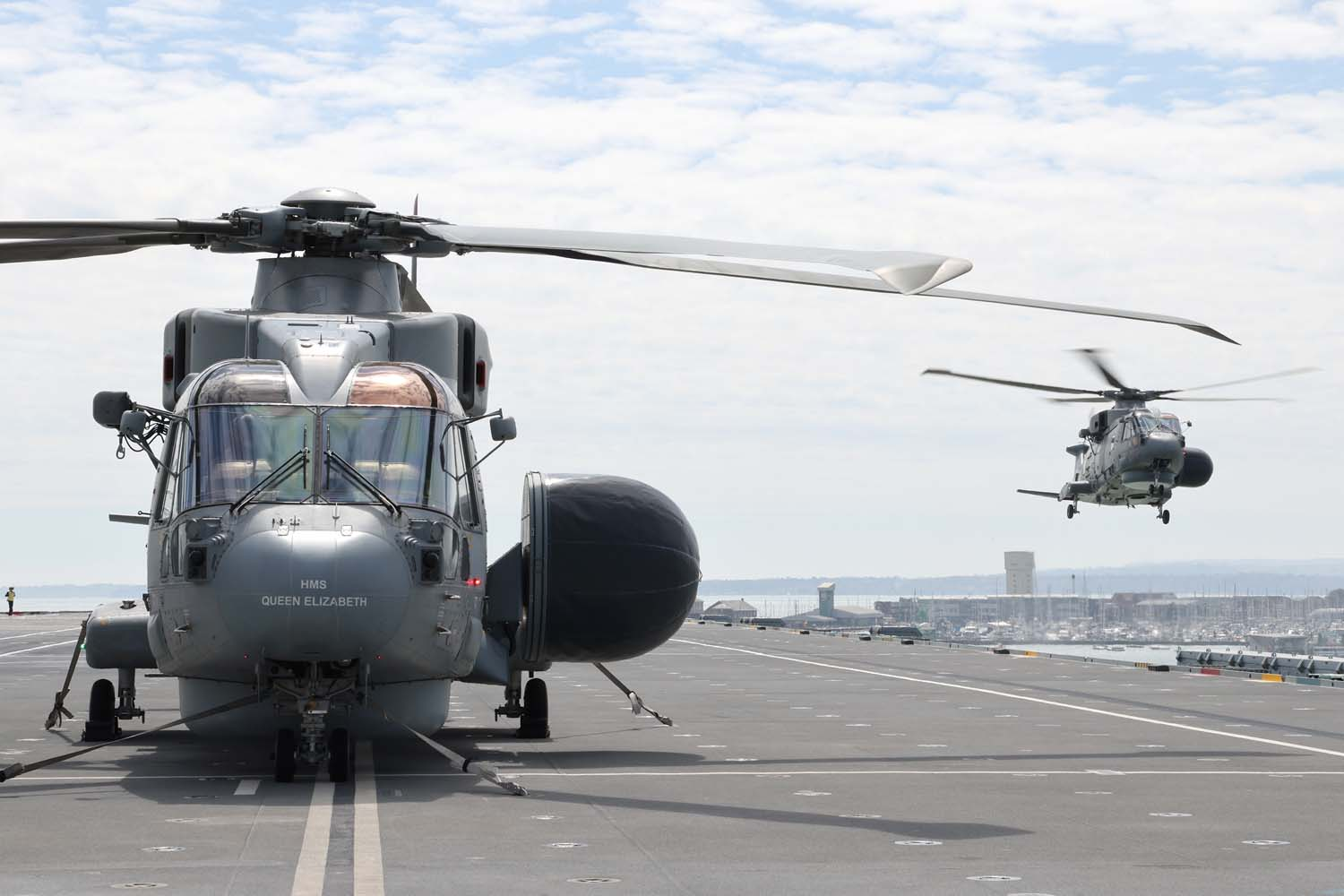
A helikoptereket repülőgép-hordozókon is használják.
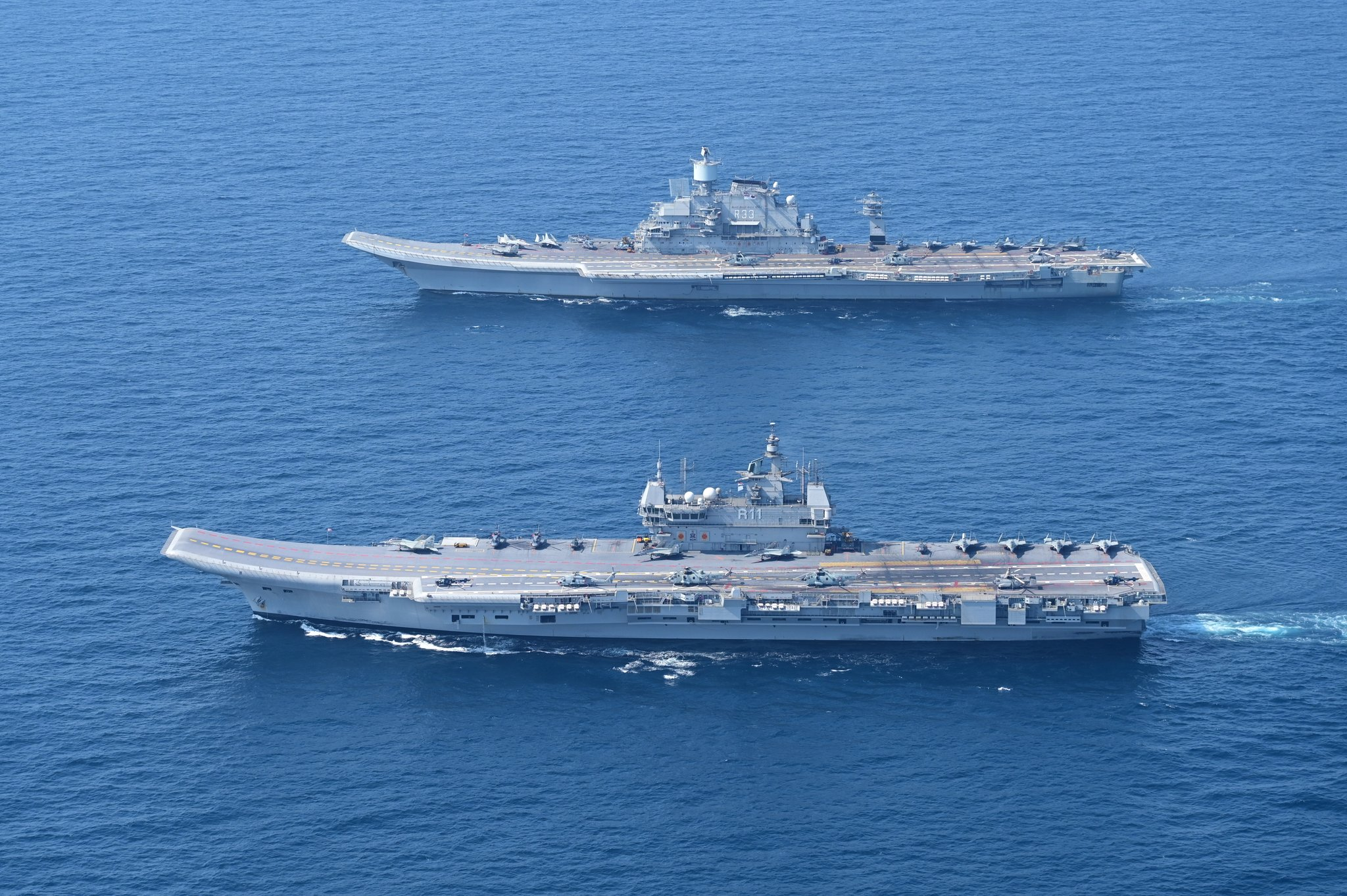
Az indiai haditengerészet repülőgép-hordozói.

A hordozók egy része eleinte átalakított csatahajó, vagy csatacirkáló volt, a második világháborúban már kifejezetten erre a célra tervezett hajók jelentek meg. A háború után a britek kitalálták a szögben elfordított fedélzetet, így egyszerre lehetett fel- és leszállást végezni a fedélzeten. Szintén brit találmány volt a gőzkatapult, amivel a nagyobb tömegű sugárhajtóműves repülőgépeket is biztonságosan lehetett indítani. Amerikai találmány a fékező kötélzet a repülőgépek megállítására. Újabb brit találmány a leszállófény, amikkel a visszatérő repülőgépek pilótáinak könnyítik meg a leszállást. Az 1980-as években a britek alkalmazták a könnyű repülőgép-hordozóikon a sísáncot, így katapult nélkül is felszállhattak a repülőgépek, az oroszok is ezt a megoldást választották a saját hordozójukon, igaz a katapultot is megtartották.
A világ több haditengerészete is alkalmaz repülőgép-hordozókat: az USA (Nimitz osztály), Egyesült Királyság (Queen Elizabeth osztály), Oroszország (Kijev osztály és az Admiral Kuznyecov), Franciaország (Charles de Gaulle), Olaszország (Giuseppe Garibaldi és az Cavour), Kína (Liaoning és az Shandong). A világ legnagyobb repülőgép-hordozói az USA haditengerészetének Nimitz osztályú repülőgép-hordozói. Az Egyesült Államokban folyamatosan vonják ki a hadrendből az elavuló félben levő egységeket. 2007-ben a USS John F. Kennedy-t, 2009-ben a USS Kitty Hawk-ot, majd 2015 körül pedig a USS Enterprise-t. Utóbbit az új osztály első egysége a USS Gerald R. Ford váltja le. Napjainkban már csak nukleáris meghajtású egységeket alkalmaz a US Navy.

## Könnyű repülőgép-hordozó / CVL

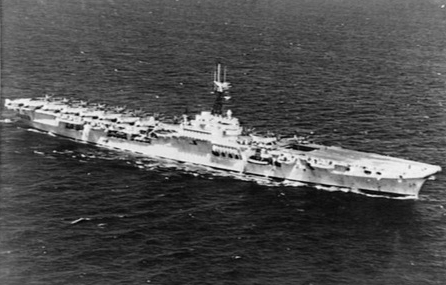
Az HMS Glory Colossus osztályú brit könnyű repülőgép-hordozó 1951-ben Koreában. Az osztályból 16-ot rendeltek meg, ebből az első 8 utániak már Majestic osztályúak lettek, kissé átalakítva a háború utáni nagyobb repülőgépekhez. 2001-ig szolgáltak

Eredetileg azért jöttek létre, hogy a polgári hajóépítési szabványokhoz szokott brit hajógyárak is bekapcsolódhassanak a hordozóépítésbe, Amerikában pedig inkább hordozókra, mint (a már megkezdett) cirkálókra volt szükség. A nagyobb méretű (flotta-)repülőgép-hordozóknál valamivel kisebb méretű, páncélozatlan és kevesebb repülőgépet szállító hordozónak tervezték. A második világháborúban jelent meg, egyrészt a korai építésű hordozók utólagos megjelölésére, tekintve az egyre növekvő méreteket, hisz a kezdetekben átalakított hajók épültek hordozóknak. Az amerikaiak a háború alatt a Cleveland könnyűcirkáló osztály félig elkészült egységei egy részének felhasználásával tervezték meg a jóval kisebb Independence osztályt
A háború után épült könnyű hordozók, már a hatalmas költségek miatt lettek kisebbek. Általában helyből felszálló repülőgépeket és helikoptereket vegyesen alkalmaznak. A katapultok helyett elterjedt a sísánc alkalmazása. Az amerikai hajók méretük miatt csak kísérő feladatot kaptak, míg a britek teljes értékű támadó egységekként kezelték saját, az amerikaiakénál nagyobb méretű könnyű flotta repülőgép-hordozóikat.

## Kísérő repülőgép-hordozó / CVE

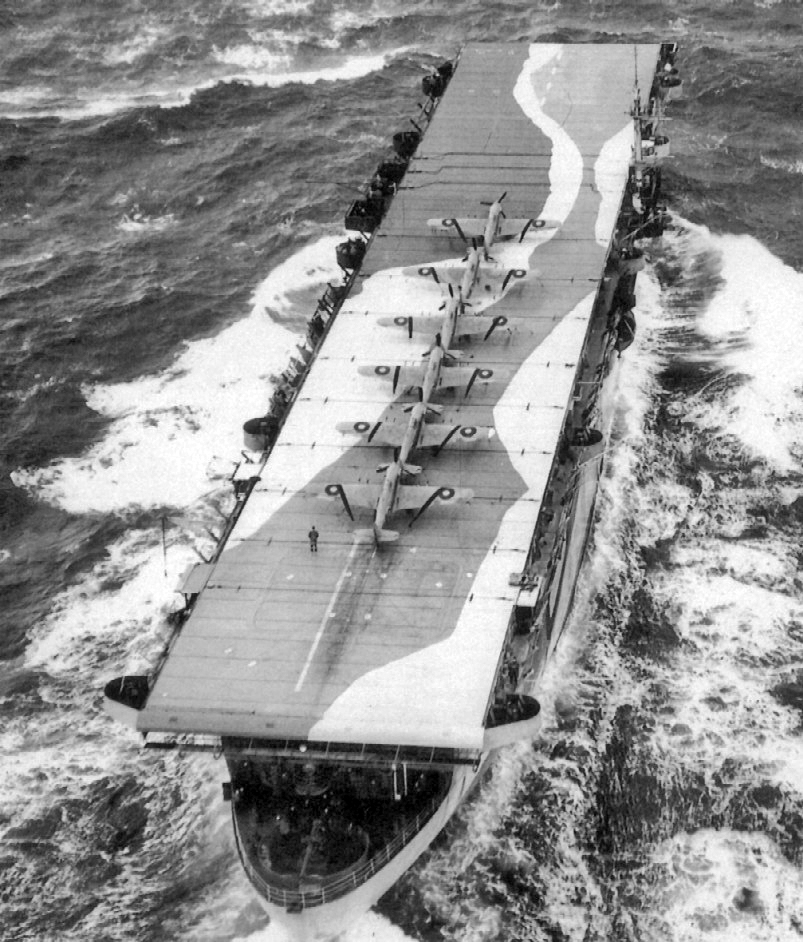
A brit HMS Avenger (D14) kísérő repülőgép-hordozó úton, viharos tengeren. Figyeljük meg a jellegzetes II. világháborús álcázófestését a repfedélzeten. Hat Sea Hurricane IIC vadászgép is látható

A második világháború alatt jelent meg ez a kategória. Az igény akkor merült fel, amikor a háború kezdeti szakaszában a német tengeralattjárók és repülők a hajókonvojok támadásával óriási veszteségeket okoztak. A legnagyobb veszteségek a partoktól távol érték a konvojokat, ahol a partról felszálló repülőgépek már nem tudták védelmezni őket. Sürgős megoldásra volt szükség. Az első kísérő hordozó Nagy-Britanniában készült egy, a németektől zsákmányolt hűtőhajó átalakításával, de a legtöbbet az Egyesült Államokban építették. Angol nyelvterületen magyarra fordítva dzsip-hordozóknak, baba lapostetejűeknek vagy Woolworth-hordozóknak csúfolták őket. Fontos feladatuk a konvojok kísérése és védelme volt tengeralattjárók és nagy hatótávolságú hajó-elleni repülőgépek ellen. Kereskedelmi tartály- vagy szállítóhajók átépítésével jöttek létre. A gyorsan és nagy mennyiségben gyártható kereskedelmi hajók modulrendszerű felépítése lehetővé tette, hogy gyorsan kielégítsék a flotta igényét nagy mennyiségű hajó megépítésére (Casablanca osztály 34 db egység, Commencement Bay osztály 19 egység). A csúcssebesség – tekintve a kísért konvoj sebességét – csak másodlagos volt, így ezek a hajók a többi hordozótól jelentősen lassúbbak voltak, viszont emiatt nem is tudtak a többi hordozóval közösen hadműveleteket végrehajtani. A hajóegységek legénysége az amerikai haditengerészet hivatalos CVE megjelölését tréfásan "Combustible, Vulnerable, Expendable" („tűzveszélyes, sebezhető, feláldozható”) szavak rövidítéseként kezelte.
Az Atlanti-óceánon a bevetésük igen sikeresnek bizonyult. A kísérő hordozók legénysége egyre nagyobb rutinnal végezte a feladatát, annyira, hogy később külön flottaegységeket képeztek belőlük tengeralattjáró-csoportok felderítésére és elsüllyesztésére, különösen azokon a területeken, ahol a tengeralattjárók az ellátó tengeralattjáróikkal találkoztak. A németeknek az így elszenvedett veszteségek, különösen az ellátó tengeralattjárók sikeres elsüllyesztése miatt át kellett szervezniük a tengeralattjárók bevetésének területét és módját.
A Csendes-óceánon más jellegű feladataik voltak: a partraszállások légitámogatásának biztosítása, harci repülőgépek átszállítása, illetve a szárazföldi erők harcászati légi támogatása. Az ellenséges támadásnak történelmileg utoljára áldozatul esett amerikai hordozó, a USS Bismarck Sea (CVE–95) kísérő hordozó is inváziós támogatás közben süllyedt el: Ivo Dzsima inváziójakor a hajó kamikaze-támadás áldozata lett.

## Modernizált II. világháborús repülőgép-hordozók

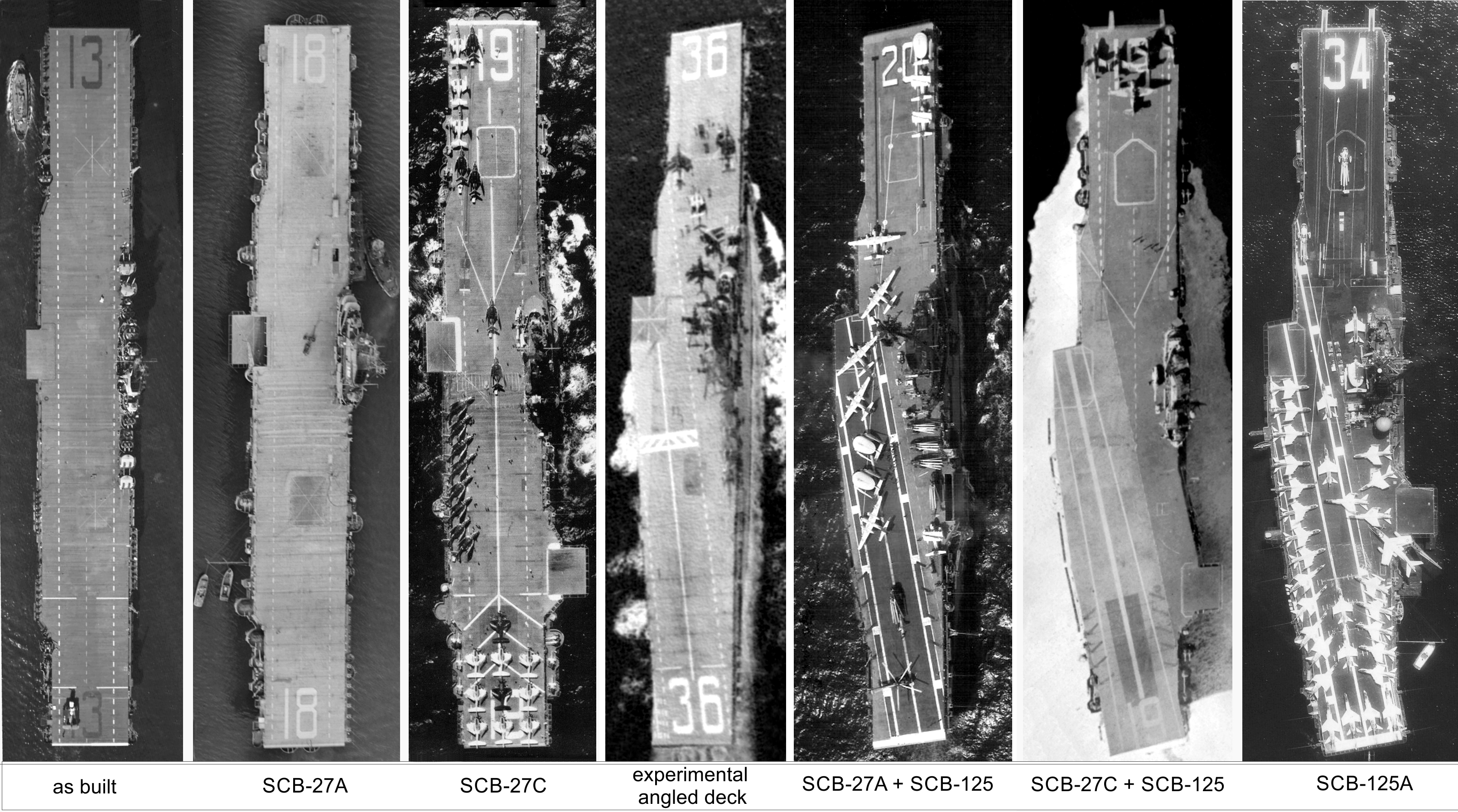
Az amerikai Essex osztály modernizációi 1944 és 1960 között.

Az amerikaiak a második világháború után nagy mennyiségű repülőgép-hordozót voltak kénytelenek továbbra is alkalmazni. Egy részüket különböző formában korszerűsítették, és tovább szolgálatban tartották, a többit fokozatosan leszerelték.
CVHE: kísérő helikopter-hordozó: a kísérő repülőgép-hordozók háború utáni alkalmazása, tekintve, hogy a nagy sebességű sugárhajtású repülőgépeket csak nagy nehézségekkel tudták volna kiszolgálni, a helikoptereknek viszont elegendő volt a hely. Általában a partraszállási feladatoknál segédkeztek szállító és támadó helikoptereikkel
CVU: többcélú repülőgép-hordozó: szintén a kísérő hordozók háború utáni felhasználásának egyik módja. Fedélzetén többnyire helikoptereket üzemeltettek, de a még üzemben tartott légcsavaros gépeket is, néha vegyesen, illetve, csak szállítási feladatokat is elláttak.
AKV: repülőgép-szállító (komphajó): a kísérő hordozók újabb felhasználása, bár erre a célra bármilyen leselejtezés előtt álló hajót alkalmasnak találtak. A hajók feladata a repülőgépek szállítása volt a fedélzetükön és a hangáraikban, a bázisukra ill. szolgálati helyükre.
CVS: segéd repülőgép-hordozó: háború folyamán épített nagyobb hordozók modernizálása, különleges feladatra. A második világháborúban kulcsfontosságú szerepet betöltő amerikai Essex osztály több egysége került átalakításra, tengeralattjáró vadászatra. Repülőgépeinek és helikoptereinek fő feladata a szovjet tengeralattjárók felkutatása és megsemmisítése, mielőtt elérnék az amerikai flottaköteléket. Ahogy a hajók kiöregedtek ill. a szuperhordozók megjelentek, ez a kategória megszűnt.
CVA: támadó repülőgép-hordozó: a háború végén épített Midway osztály, ill. az új építésű szuperhordozók megjelölése volt, amíg a CVS kategória létezett. Fő feladatuk az előzőtől eltérően a csapásmérés, bombázóival és vadászbombázóival. A későbbiekben ez a kategória megszűnt, helyette az egyszerű repülőgép-hordozó megjelölést használják. A hajók méretéből adódóan lehetséges lett mindkét feladat egy hajón belüli végrehajtása.

## Helikopterhordozó hadihajó

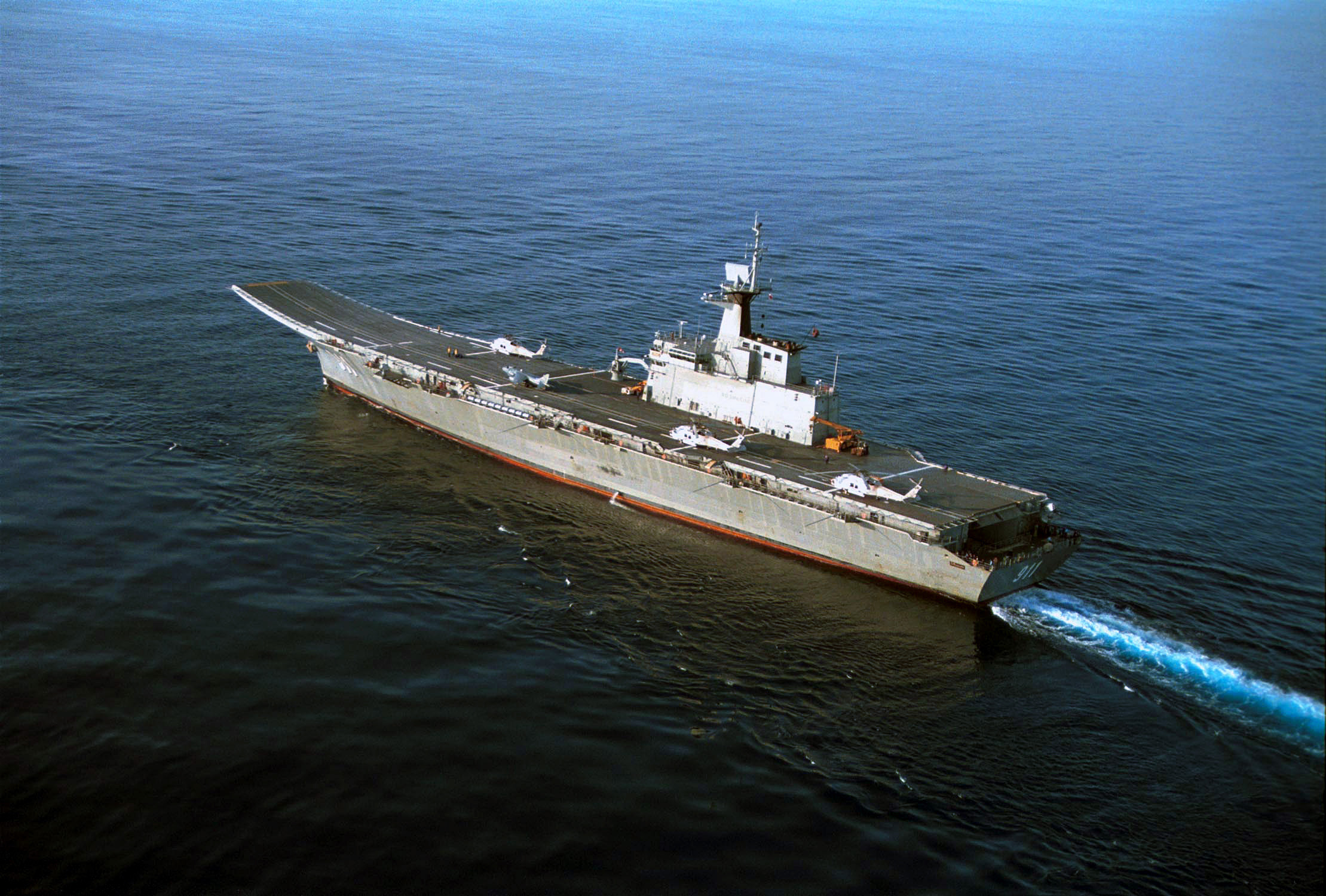
A spanyol ferroli hajógyárban épült Chakri Naruebet 183 m hosszú thai helikopterhordozó. Az eredeti hajóról (rövid nekifutást igénylő) V/STOL-repülőgépek is fel tudtak szállni, látszik a sísánc a hajó elején

A második világháború után kifejlesztett hadihajótípus. Több helikopter kiszolgálására alkalmas fedélzettel és hangárral épített hajó. Alkalmaztak II. világháborús hajókat is erre a célra, de mára már kifejezetten e célra tervezett hajók épültek, lényegében a könnyű repülőgép-hordozók továbbélésének egyik változata. Helikopterei deszantfeladatok végrehajtására, illetve egyéb más feladatokra is alkalmasak. LPH (angol: Landing Platform Helicopter), helikopteres partraszállító.

## Amerikai repülőgép-hordozó jelzések
- Hagyományos meghajtású (CV)
Nukleáris meghajtású (CVN)
  - Könnyű repülőgép-hordozó (CVL)
  - Kísérő repülőgép-hordozó (CVE)
  - Segéd repülőgép-hordozó (CVS)
  - Többcélú repülőgép-hordozó (CVU)
  - Támadó (csapásmérő) repülőgép-hordozó

Hagyományos meghajtású (CVA)
Nukleáris meghajtású (CVAN)
- Helikopter-hordozó (CVH)
  - Kísérő helikopter-hordozó (CVHE)

## Jövőjük
A repülőgéphordozók jövője, főleg az Egyesült Államok vonatkozásában, mint a legnagyobb állomány (11 db) fenntartója azért kérdéses, mert mind az előállításuk, mind az üzemeltetésük irgalmatlanul sok pénzbe kerül: egy Gerald R. Ford-osztályú hordozó ma nagyjából 13 milliárd dollárba kerül, a rajta lévő katonai repülők szintén milliárdokba kerülnek; egy Nimitz-osztályú hordozó fenntartása és üzemeltetése évente pedig 726 millió dollárba kerül. Felmerült ezért kisebb, ezért olcsóbb hajók rendszerbe állítása, illetve a vadászgépek drónokkal történő lecserélése. Ezen kívül tenger alatti hordozók koncepciója is napvilágot látott.